# Vũ Giáng Hương
Vũ Giáng Hương (23. Januar 1930 in Hanoi – 20. August 2011) war eine vietnamesische Seidenmalerin.

## Leben und Werk
Vũ Giáng Hương wurde 1930 als Tochter des Schriftstellers Vũ Ngọc Phan und der Dichterin Hằng Phương geboren. Sie studierte an der Universität Hanoi Seidenmalerei, unterrichtete dort später und wurde stellvertretende Direktorin.
Vũ Giáng Hương war Generalsekretärin des Vietnamesischen Verbands der Schönen Künste und Vorsitzende des Nationalkommittees der Vietnamesischen Union der Literatur- und Kunstvereinigungen. Ausgezeichnet wurde sie mit dem Staatspreis für Literatur und Kunst für ihre Verdienste um die bildende Kunst.

## Ausstellungen (Auswahl)
- 2005: Persistent Vestiges, Drawing from the American–Vietnam War, Drawing Center, New York, New York[3]
- 2012: dOCUMENTA (13), Kassel